# Stipe Milardović
Stipe Milardović je bio nogometaš RNK Split tijekom 70-ih godna prošlog stoljeća. Kasnije je postao i nogometni trener. 